# Алперен Дуймаз
Алперен Дуймаз (на турски: Alperen Duymaz) е турски актьор и модел. Най-значимата му роля е на Атеш в сериала „Приказка за Бодрум“, както и на Керем в “Ирония на съдбата”.

## Биография
Алперен Дуймаз е роден на 3 ноември 1992 в Анкара, Турция, където е и израснал. От малък се насочва към актьорството. В Анкара работи като модел и се снима в реклами. Учи театър в Университета на Държавната консерватория, който посещава.
През 2015 е забелязан от режисьори и получава предложение за ролята на Джесур в турския римейк на сериала „Малки сладки лъжкини“, заради което се мести в Истанбул. В края на същата година се снима като Али в сериала „Горчива любов“.
През лятото на 2016 се снима в сериала „Приказка за Бодрум“ в главната роля на Атеш Ергювен.

## Филмография
| Година      | Заглавие                      | Роля                 |
| ----------- | ----------------------------- | -------------------- |
| 2015        | Малки сладки лъжкини          | Джесур               |
| 2015        | Горчива любов                 | Али Кьоклюкая        |
| 2016        | Приказка за Бодрум            | Атеш Ергювен         |
| 2017        | Ямата                         | Емрах                |
| 2018 - 2019 | Ирония на съдбата             | Керем Коркмаз        |
| 2020        | Виелица                       | Аяз Коркмаз          |
| 2021        | Последно лято                 | Акгюн Гьокалп Ташкън |
| 2022        | Когато я обичаш               | Кенан Аджарсой       |
| 2023        | На мъжете не може да се вярва | Ерхан Йълдъръм       |